# Guy Chaty
Guy Chaty, né le 6 mai 1934 à Bobigny et mort à Paris 20e le 7 avril 2020, est un écrivain, poète et chercheur en informatique français.

## Biographie
Ses parents sont lorrains. Son père travaille aux chemins de fer, au début comme chauffeur de locomotive puis préposé aux manœuvres des trains. Après des études primaires à Bobigny, il entre en 1944 aux cours complémentaires à Pantin, puis en 1948 au collège Chaptal à Paris. En 1950, il intègre l'École normale d'instituteurs d'Auteuil, où il a Georges Hyvernaud comme professeur de lettres. Il passe un baccalauréat Mathélem en 1951.
En 1954, il est nommé instituteur à Drancy, où il restera trois ans. Il s'initie alors à la psychologie de l'enfant et adhère au Parti socialiste unifié (PSU). En 1957, il est détaché dans un institut pédagogique de l'enseignement secondaire (IPES), où il obtient en 1959 les licences de mathématiques pures et mathématiques appliquées. En 1960, il obtient le certificat d'aptitude au professorat de l'enseignement technique (CAPET) avec mention « très bien »; son jury est présidé par Louis Couffignal. Il est alors nommé professeur certifié au lycée Diderot à Paris.
De juillet 1961 à février 1963, il effectue son service militaire, puis reprend des études supérieures. Il soutient une thèse de troisième cycle en 1966, mais doit attendre 1968 pour entrer dans l'enseignement supérieur comme maître-assistant de mathématiques. Parallèlement à son service d'enseignement, il prépare une thèse d'État en mathématiques, soutenue en 1971; ces deux thèses étaient sous la direction de Claude-François Picard, dont il rejoint le laboratoire (le GR22 du CNRS, à l'université Paris VI) en 1972. Avec son collaborateur Michel Chein, il y fonde, à une époque où l'informatique théorique est encore balbutiante, l'équipe « Graphes et optimisation combinatoire », au sein de laquelle il effectue sa recherche de 1972 à 1980. En ce qui concerne l'enseignement, il est nommé en 1972 maître de conférences à l'Université Paris-XIII, puis professeur sans chaire en 1978 et professeur des universités le 9 août 1979. De 1981 à 2004, il poursuivra sa recherche au laboratoire d'informatique de Paris Nord. En 1976, il est élu chef du département informatique de l'IUT de Villetaneuse, puis, de 1982 à 1987, il est le vice-président de l'université, chargé des relations avec l'environnement régional. 
Après son départ en retraite en 1997, il est nommé professeur émérite en informatique ;  il le restera jusqu'en 2004. 
De 1998 à 2020, il est président de l'ALAMO (Atelier de littérature assistée par la mathématique et les ordinateurs, association fondée en 1981 par Paul Braffort et Jacques Roubaud, qui prolonge[Quoi ?] l'Oulipo via l'informatique). 
Il participe également à plusieurs sociétés littéraires ou artistiques : ARPO, Comité Aliénor, PEN club français, SACD, SACEM, Société des Lecteurs de Georges Hyvernaud. Il est membre de la direction de rédaction collective de la revue Poésie première, du comité de lecture des revues Poésie sur Seine et Interventions à haute voix.
Durant sa carrière d'enseignant-chercheur, il travaille essentiellement en théorie des graphes et
traitement automatique du langage naturel, et publie notamment plusieurs ouvrages pour les étudiants de premier cycle universitaire.
En parallèle, il est également auteurs de nombreux ouvrages de poésie, de théâtre. 
il obtient le prix Jean-Cocteau de la Société des poètes français en 2011 et le prix des lecteurs Lire et Faire Lire au  Printemps des Poètes en 2014.
Il a aussi écrit pour Le Monde, Libération, La Vie, Aujourd'hui Poème.
Il est détecté positif au COVID-19 le 21 mars 2020, avant d'être admis le 31 mars aux urgences de l’hôpital Tenon pour une pneumonie qui finit par l'emporter une semaine plus tard.

### Articles scientifiques
Guy Chaty est un spécialiste de la théorie des graphes, ses algorithmes et ses applications. Il a publié notamment :
- Trois Comptes rendus hebdomadaires des séances de l'Académie des sciences en 1968, 1971, 1973.
- Des articles dans les revues : Journal of Combinatorial Theory en 1971, 1979 ; Journal of Graph Theory en 1979 ; Discrete Applied Mathematics en 1988 ; Scientia en 1989 ; Information Processing letters en 1994 ; Revue Française d'Automatique, Informatique et Recherche Opérationnelle en 1972, 1981.
- Des articles dans différents colloques avec comités de lecture.

Parmi ses résultats notables, on peut citer : sa caractérisation des graphes fortement connexes c-minimaux en 1971, sa caractérisation des graphes connexes 2-arête connexes minimaux avec Michel Chein en 1979, et  son résultat de 1994 avec Jayme Luiz Szwarcfiter :
dénombrer le nombre de noyaux 
d'un graphe dirigé est une tâche #P-complète, même pour la sous-classe des graphes n'ayant aucun cycle de longueur ≥3.

### Mémoires et ouvrages pédagogiques
- École Normale d'Instituteurs, 1954 :  Est-il possible, au cours élémentaire, de donner les définitions de figures géométriques simples comme les angles et le rectangle ?
- CAPET, 1960 : Introduction de la notion de vecteur à partir de la classe de seconde. Possibilité d'une présentation s'appuyant sur les mathématiques modernes.
- « Une histoire de familles », Journal APMEP-Informatique, mai 1978
- « Au ras des pâquerettes », bulletin de l'APMEP, no 417, juin-juillet 1998
- Mathématique et Automatique : logique, algèbre de Boole, circuits, Hachette Livre, Paris 1969 (en collaboration avec M.Bosom). traduit en allemand : Mathematik der Computer, Verlag Herder, Freiburg im Breisgau, Basel, Wien, 1974.
- à l'IUT de Villetaneuse : Algorithmique I, Initiation aux algorithmes ; Algorithmique II, Structures de données ; Recherche Opérationnelle, Algèbre, Algèbre linéaire, Programmation linéaire ;
- à l'Institut de Programmation de Paris : AEA Graphes et Informatique ;
  - Invariants liés aux chemins et bases de chemins dans les graphes sans circuit (avec Michel Chein) 1973-1974 ;
  - Transitivité, compléments, 1974-1975 ;
  - Degrés de connexité et décomposition des graphes fortement connexes, 1975-1976.
- Algèbre et Géométrie, 2°ACT, Hachette, Paris 1969 (en collaboration avec C. Gautier, G. Girard, A. Lentin, C. Thiercé). traduit en roumain, Editura Didactica Si Pedagogica, Bucarest 1973.
- Algèbre et Géométrie, 1re CDE, Hachette, Paris 1970 (en collaboration avec C. Gautier, G. Girard, A. Lentin, C. Thiercé). traduit en roumain, Editura Didactica Si Pedagogica, Bucarest 1974.
- Algorithmique, de la pratique à la théorie, Pascal sur micro-ordinateurs, Cedic-Nathan, Paris 1983 (en collaboration avec J. Vicard).
- Algorithmique, Cours et Exercices Méthodologiques Corrigés, Nathan-Université, Paris 1989. (en collaboration avec J. Vicard).
- Programmation, Cours et Exercices, Éditions Ellipses, Paris 1992.(en collaboration avec J. Vicard).

### Poésie et nouvelles
Livres
- J'ai laissé mourir le soir, Éditions Saint-Germain des Près, 1979
- Un lièvre explosa, Éditions Saint-Germain des Près, . 1982
- Au jour : Le Jour, Et quand le sentiment sourd, IHV 1986
- L'Âme des Pierres, Éditions Résurrection, 1993
- Anatole et son chat, Interventions à Haute Voix 1998
- Contes cruels, Éditinter 1998
- Des mots pour le rire, Avant-Propos de Jean L'Anselme, Éditinter 2000
- La Vie en raccourcis, Éditions Clapàs 2002
- Parcours, Éditinter 2002
- Anatole et son chat / Anatol und sein Katz, Traduction et postface de Werner Rossade, Éditinter/bilingue, 2004
- Espaces perdus d'Antoine, Editinter 2006[13]
- Phonèmes en folie, Interventions à Haute Voix 2008
- Amour de Jardin, raphia 2, Illustrations de Chantal Robillard, Éditions Alain Benoit 2008
- Coups d'œil en coulisse, Éditions D'ici et d'ailleurs 2008
- Éclairs de femme, Illustrations d'Alain Lacouchie, Éditions Les Amis de la Poésie, Bergerac 2009
- Mes navires, anthologie de poèmes courts, 1979-2010, Encre de Silvaine Arabo, Éditions de l'Atlantique, 2010 (Prix Jean-Cocteau 2011 de la Société des poètes français)
- À cheval sur la lune, illustré par Raphaël Lerays, Éditions SOC & FOC, 2012, (Prix des lecteurs Lire et faire lire - Printemps des Poètes 2014)
- Dans le jeu la vie, nouvelles, Éditinter 2015
- J'avais quelque chose d'urgent à me dire, La main aux poètes, Éditions Henry 2015
- À fleur de peau, poèmes et nouvelles, Gros Textes 2019

Revues
en particulier : Action poétique, Aménophis (no 29-30, mars 1985 et 35, décembre 1988), L'Arbre à paroles, Bacchanales, Brèves, Cahiers du sens, Comme en poésie, Cri d'os, Décharge, L'Encrier renversé, Florilège, Friches, Gong, Interventions à Haute Voix, Jointure, Le Cerf-Volant, Lieux d'être, Phréatique, Poésie/première, Poésie sur Seine, Poésie 1, Portulante, Résurrection, Rétro-Viseur, Rimbaud revue, Saraswati, La Sape, Spered Gouez, Traces, Traversées, Vagabondages, Verso.
Anthologie et ouvrages collectifs (hors revues)
- L'Humour des Poètes, de Jean Orizet, Le Cherche midi 1981
- Drôles de poèmes et poèmes drôles, bilingue franç/all, éd. J.Fournier et R.Fischer 1995
- Mille poèmes brefs, anthologie de Michel-François Lavaur, l'arbre à paroles, 1997
- Les poètes et la ville, Jean Breton, Philippe Blard, Bernard Wallon, le cherche midi éditeur, 2000
- Bestiaire du Jardin, Le Jardin d'essai 2001
- Présence de Georges Hyvernaud, Presses de l'Université de Reims 2001
- Jean l'Anselme, Pour de rire, pour de vrai, Presses de l'Université d'Angers 2003
- L'homme et l'ordinateur, les enjeux de l'informatisation de la société, collaboration avec Félix Paoletti, Éditions L'Harmattan 2003
- L'Alphabet des poètes, Jean-Marie Henry, Alain Serres, Aurélia Grandin, Rue du monde, 2005
- Perles de Poésie, Les Dossiers d'Acquitaine, 2006
- Carré comme une roue de vélo, Touch'd'Auge & l'épi de seigle 2006
- Utile, progrès de l'âge, Passage piétons 2007
- Français 6e, livre unique, Nathan (maison d'édition) 2009
- Pas de travail qui vaille, nouvelles, Atelier du Gué / École Estienne, 2010
- Attention travail, poètes contemporains, L'Harmattan 2010
- Anthologie de la poésie érotique française du Moyen Âge à nos jours, Giovanni Dotoli, Hermann (éditions) Lettres, 2010
- Aragon, Césaire, Guillevic et 21 invités du mercredi du poète, Jean-Paul Giraux, l'Arbre à paroles, 2011
- Poésie de Langue Française, Anthologie thématique, Jean Orizet, Le Cherche midi, 2013
- Liberté de créer, liberté de crier, Françoise Coulmin, PEN club français, Éditions Henry, 2014
- De l'immoralité ou de la difficulté d'approche de la morale humaine, sous la direction de Jacques Delga, L'Harmattan 2014
- Verbaliser l'Homme Approximatif, Hommage à Tristan Tzara, Editions Transignum, 2016, Préface avec Wanda Mihuleac
- Carnet Louis Guillaume, Carnets de l'Association des Amis de Louis Guillaume, numéro 43, 2017.

Livres d'art
- Les loups, traduits en allemand par Gabriele Wennemer, livre de l'artiste Eva Gallizi, 14 exemplaires, Editions Transignum, 2017
- 101 livres ardoises, Wanda Mihuleac, Editiions Transignum, 2017
- Coq-art, textes de Guy Chaty sur 15 images de Wanda Mihuleac, éditions Transignum 2018
- Le choc du clic, textes de Guy Chaty sur 181 photos de Laurence Izard, éditions Transignum 2019

Textes pour expositions ou performances
- Slogans poétiques, site du Printemps des poètes 2015.
- Apocalypse au pays des merveilles, interventions de Wanda Mihuleac, Le Livre Pauvre entre l'Alpha et l'Omega, Daniel Leuwers,  Une lecture de l'Apocalypse, Ville d'Angers 2016, exposition à la Médiathèque Toussaint du 14 octobre 2016 au 14 janvier 2017.

Textes pour musique
- Loups, Giorge Tedde, CD Kientzy, saxophone-total, Nova Musica 2016.

### Dossiers sur Guy Chaty
- Guy Chaty ou l'humour m'a tuer, Jean-Paul Giraux, Le jardin d'essai, n°28, hiver 2003, p.12 et l'anthologie Aragon, Césaire, Guillevic et 21 invités du mercredi du poète, l'Arbre à paroles, 2011.
- Guy Chaty, Poète à découvrir, Monique Acquaviva, Poésie-sur-Seine, n°45, juin 2003, p.30-33.
- Guy Chaty, un poète conteur, Bernard Fournier, Poésie Première, n°31, mars-juin 2005, p.15-37.
- Guy Chaty, poète invité, Poésie-sur-Seine, n°59, décembre 2006, p.30-33.
- Le Poète Guy Chaty, Étude de Mes Navires, Un art de vivre dans la totalité du monde, Francine Caron, Poésie-sur-Seine, n°81/82, mars 2013, p.90.
- L'Amy Guy Chaty, à l'Espace Andrée Chedid, Issy-les-Moulineaux, le 18 septembre 2015, Francine Caron, revue Portulan bleu n°20, mars 2016.
- Hommage à Guy Chaty, Poésie/première n° 76, p. 25 à 39, septembre 2020.
- Hommage à Guy Chaty, Interventions à Haute Voix n° 62, p. 63 à 84, janvier 2021

### Théâtre
- Spectacles, montages et textes de Guy Chaty :
  - Plus on est jeune, plus on est vieux et inversement, mise en scène : Marc-Michel Georges, interprètes : Nicole Héquet et Guy Chaty, Maison des jeunes de Maisons-Alfort, 11 et 12 février 1977 ;
- Si nous ne  savons pas d'où nous venons, où allons-nous ?, mise en scène et interprétation : Nicole Héquet et Guy Chaty (conseils : Claude Evrard et Jean Signé), Théâtre de l'Est parisien, 10 juin 1978, 11 juin 1979 ; Festival de Sarlat, août l978[14] ; lycée de Pontoise, octobre 1978 ; Galerie l'Ouvertür (Paris 14°), 12 et 27 janvier 1979[15] ; Maison des jeunes de Maisons-Alfort, 3 novembre 1978 ;
- Reposoir, mise en scène et interprétation : Guy Chaty (conseils : Jean Signé et Dany Moreuil), Café du Palais, Reims, 25 mai 1984 ; Festival Off d'Avignon, Casa d'Irène, du 7 juillet au 4 août 1984[16] ; Café-théâtre Le Cloître, Paris 5°, 13 octobre 1984 ;
- L'eau o, mise en scène : Dany Moreuil, musique: Pierre Sauvageot, interprètes : Guy Chaty, Nice, soirée Interspace, 12 juin 1986 ; Théâtre des Déchargeurs, Paris, 24 novembre 1986 ;
- La bagnole, délices et des vices, montage et mise en scène de textes de Guy Chaty et de chansons d'autres auteurs, par Guy Chaty, avec la participation de Ray Dedise et Michèle Manet, interprétation des chansons et des textes : Ray Dedise et Guy Chaty, au piano : Jean Schoubert, Espace Aleph, Ivry (Oscar Castro), 21 et 28 septembre et 5 octobre 1995 ; Théâtre de la Mainate, Paris, du 12 au 15 octobre 1995 ; Salle des Fêtes, Mairie du 3e arr. de Paris, 29 mars 1996 ;
- Mesures  démesure, montage et mise en scène de textes et de chansons de et par Guy Chaty, interprétation des chansons et des textes par Guy Chaty avec Jean Schoubert au piano, Espace Aleph, Ivry  (Oscar Castro), 6 et 13 octobre 1998 et 10 janvier 1999 ; Théâtre Pandora (Michel Miramont), Paris, 17 et 18 octobre 1998 ;
- adaptation en français de La Nuit suspendue d'Oscar Castro, Théâtre de Villejuif, 1983, prix du meilleur texte et de la meilleure mise en scène aux rencontres Charles Dullin ; reprise en 2016[17]
- Un texte et vous, La Poésie se donne en spectacle, Poésie Première, no 5, Été 1996, Éditinter ;
- texte du chœur de la pièce :  Le 11 septembre de Salvador Allende, écrite par Oscar Castro, mise en scène par Adel Hakim, La Courneuve, 13 septembre 2003 ; Ivry, 16 octobre et 30 novembre 2003, 11 mars et 29 mai 2004[18] ;
- évocation de sa collaboration avec Oscar Castro[18] ;
- La quantité, La mouche du coach, Atelier théâtre, no 16, 2004 ;
- Aller dans la lune, Atelier théâtre, no 30, 2008.

### Articles littéraires
- L'Animal notre chose, revue Saraswati, no 2, 2001 et site de Silvaine Arabo (http://mirra.pagesperso-orange.fr)
- Pierre Reverdy, le moraliste et le pédagogue », in Pierre Reverdy et l'école de Rochefort, sous la direction de Jacques Lardoux, Presses Universitaires d'Angers, 2004
- L'Aller à la ligne, Poésie sur Seine, no 68, 2009
- L'infini parfois poétique des scientifiques, Interventions à haute voix, no 47, janvier 2011
- Un regard sur le travail du groupe Moukki de l'Académie Ung-No Lee, Poésie/première, no 50, juillet 2011
- Le calembour, à l'insu ou non du plein gré, Poésie/première, no 51, octobre 2011.
- Questions de réalité (poésie et mathématique), Poésie/première, no 68, septembre 2017.

### Diffusion de la connaissance scientifique
- Du côté des mathématiques et de l'informatique, thème Répétition et Variation, Revue Corps Écrit, PUF, no 15, 1985.
- Une démonstration du théorème de Pythagore, Lettre à Claude Simon, 9 février 1991.
- L'Image comme support de recherche en mathématiques, Quadrature, no 18, Éditions du Choix, Argenteuil 1994.
- La Base en géométrie, Phréatique no 83, Automne 1997.
- Humaniser les sciences dures, lettre à Paul Braffort, directeur du programme Science, Art, Littérature, Collège international de philosophie, Paris, 30 avril 1998
- Mathématique, Informatique, Littérature, perspectives et limites pour demain à travers notamment l'expérience d'ALAMO, Conférence à la Maison des Jeunes et de la Culture de Drancy, 5 décembre 1998 ; Conférence "Rencontre-canon" dans la Nièvre, Château-Chinon Campagne, 6 mai 2000 ; parue dans la revue Phréatique, no 93, Printemps 2000.
- Les Synonymes des mots sans fond, Phréatique, no 94, automne 2000.
- Mes émotions mathématiques, Revue Saraswati dirigée par Silvaine Arabo, no 14, octobre 2015.